# دونالد بي. ماكننيس
دونالد بي. ماكننيس هو سياسي كندي، ولد في 19 ديسمبر 1933 في Pictou ‏ في كندا، وتوفي في 10 أغسطس 2015 في غلاسكو الجديدة، نوفاسكوشيا في كندا. نشط حزبياً في جمعية المحافظين التقدمية لنوفا سكوشا. وقد انتخب عضو مجلس نواب نوفا سكوشا ‏.